# William Colby
William Colby   (Saint Paul, 4 de gener de 1920 - Rock Point, 27 d'abril de 1996) va exercir càrrecs en la intel·ligència política als Estats Units que van culminar quan va ocupar el càrrec de Director of Central Intelligence (DCI) des de setembre de 1973 a gener de 1976.
Durant la Segona Guerra Mundial, Colby va fer serveis a l'Office of Strategic Services. Després de la guerra es va unir a la recent creada Central Intelligence Agency (CIA). Abans i durant la Guerra del Vietnam, Colby va ser cap d'estació (chief of station) a Saigon, cap de la Divisió de l'Orient Llunyà de la CIA (chief of the CIA's Far East Division), i cap de les Operacons Civils i esforç pel Desenvolupament Rural, com també supervisor del Phoenix Program.
Després de Vietnam, Colby va esdevenir director de la CIA. Colby va exercir com DCI en els mandats dels Presidents Richard Nixon i Gerald Ford i va ser substituït pel que seria futur president George H.W. Bush el 30 de gener de 1976.
L'any 1974 va declarar que "Els Estats Units té dret a actuar il·legalment a qualsevol regió del món, acumular investigacions en els altres països i fins i tot portar a terme operacions com la intromissió en els assumptes interns de Xile".

## Memòries
- Colby, William; Peter Forbath. Honorable Men: My Life in the CIA.  Nova York: Simon & Schuster, 1978. ISBN 0-671-22875-7.
- Colby, William; James McCargar. Lost Victory: A Firsthand Account of America's Sixteen-Year Involvement in Vietnam.  Chicago: Contemporary Books, 1989. ISBN 0-8092-4509-4. OCLC 20014837.

## Biografies
- Colby, Carl. Colby: A Secret Life of a CIA Spymaster.  Annapolis, Md: Naval Institute, 2011. ISBN 9781591141228. OCLC 751577970.
- Ford, Harold P. William E. Colby as Director of Central Intelligence, 1973-1976.  Washington, D.C.: Central Intelligence Agency, 1993.
- Prados, John. William Colby and the CIA: The Secret Wars of a Controversial Spymaster.  Lawrence, KS: University Press of Kansas, 2009. ISBN 9780700616909. OCLC 320185462.
- Waller, Douglas C. Disciples: The World War II Spy Story of the Four OSS Men Who Later Led the CIA: Allen Dulles, Richard Helms, William Colby, William Casey.  Nova York: Simon & Schuster, 2015. ISBN 9781451693720. OCLC 911179767.
- Woods, Randall B. Shadow Warrior: William Egan Colby and the CIA.  Basic Books, 2013. ISBN 9780465021949. OCLC 812081249.